# Boisseaux
Boisseaux és un municipi francès, situat al departament del Loiret i a la regió de Centre – Vall del Loira. L'any 2007 tenia 360 habitants.

## Demografia

### Població
El 2007 la població de fet de Boisseaux era de 360 persones. Hi havia 123 famílies, de les quals 24 eren unipersonals (12 homes vivint sols i 12 dones vivint soles), 15 parelles sense fills, 69 parelles amb fills i 15 famílies monoparentals amb fills.
La població ha evolucionat segons el següent gràfic:
Habitants censats

### Habitatges
El 2007 hi havia 145 habitatges, 123 eren l'habitatge principal de la família, 9 eren segones residències i 13 estaven desocupats. 143 eren cases i 1 era un apartament. Dels 123 habitatges principals, 116 estaven ocupats pels seus propietaris, 7 estaven llogats i ocupats pels llogaters i 1 estava cedit a títol gratuït; 1 tenia una cambra, 4 en tenien dues, 17 en tenien tres, 33 en tenien quatre i 68 en tenien cinc o més. 93 habitatges disposaven pel capbaix d'una plaça de pàrquing. A 39 habitatges hi havia un automòbil i a 75 n'hi havia dos o més.

### Piràmide de població
La piràmide de població per edats i sexe el 2009 era:
| Homes | Edats   | Dones |
| ----- | ------- | ----- |
| 0     | 95 o +  | 0     |
| 4     | 90 a 94 | 0     |
| 4     | 85 a 89 | 0     |
| 0     | 80 a 84 | 0     |
| 4     | 75 a 79 | 0     |
| 8     | 70 a 74 | 8     |
| 4     | 65 a 69 | 8     |
| 8     | 60 a 64 | 0     |
| 4     | 55 a 59 | 4     |
| 0     | 50 a 54 | 8     |
| 0     | 45 a 49 | 0     |
| 16    | 40 a 44 | 8     |
| 28    | 35 a 39 | 16    |
| 16    | 30 a 34 | 24    |
| 4     | 25 a 29 | 0     |
| 0     | 20 a 24 | 0     |
| 12    | 15 a 19 | 4     |
| 12    | 10 a 14 | 0     |
| 24    | 5 a 9   | 8     |
| 8     | 0 a 4   | 20    |

## Economia
El 2007 la població en edat de treballar era de 217 persones, 175 eren actives i 42 eren inactives. De les 175 persones actives 165 estaven ocupades (88 homes i 77 dones) i 11 estaven aturades (6 homes i 5 dones). De les 42 persones inactives 8 estaven jubilades, 21 estaven estudiant i 13 estaven classificades com a «altres inactius».

### Ingressos
El 2009 a Boisseaux hi havia 133 unitats fiscals que integraven 377 persones, la mediana anual d'ingressos fiscals per persona era de 17.829 €.

### Activitats econòmiques
Dels 5 establiments que hi havia el 2007, 1 era d'una empresa de fabricació d'elements pel transport, 1 d'una empresa de construcció, 1 d'una empresa de comerç i reparació d'automòbils, 1 d'una empresa de transport i 1 d'una empresa classificada com a «altres activitats de serveis».
L'únic servei als particulars que hi havia el 2009 era una perruqueria.
L'any 2000 a Boisseaux hi havia 12 explotacions agrícoles que ocupaven un total de 444 hectàrees.

## Equipaments sanitaris i escolars
El 2009 hi havia una escola elemental integrada dins d'un grup escolar amb les comunes properes formant una escola dispersa.

## Poblacions més properes
El següent diagrama mostra les poblacions més properes.